# Клінков Микола Володимирович
Микола Володимирович Клінков (1906, місто Київ — розстріляний 2 вересня 1937, місто Київ) — український радянський комсомольський діяч, 2-й секретар ЦК ЛКСМУ. Член ЦВК УРСР. Жертва сталінських репресій. 

## Життєпис
Народився у робітничій родині. Закінчив фабрично-заводське училище. У 1924 році вступив до комсомолу.
Після закінчення училища працював слюсарем-механіком Київського судноремонтного заводу. Потім — майстер цеху, заступник директора Київського заводу Головних майстерень Дніпровського пароплавства.
Член ВКП(б) з 1926 року.
З 1929 року — на відповідальній комсомольській роботі: завідувач організаційного відділу Подільського районного комітету ЛКСМУ міста Києва, секретар Київського міського комітету ЛКСМУ.
У грудні 1933 — травні 1935 року — 1-й секретар Київського обласного комітету ЛКСМУ.
У 1935 — липні 1937 року — 2-й секретар ЦК ЛКСМУ.
14 липня 1937 року заарештований органами НКВС. 1 вересня 1937 року Військовою колегією Верховного суду СРСР засуджений до розстрілу. Страчений 2 вересня 1937 року.
У квітні 1956 року вирок був скасований, а 31 березня 1957 року Клінков був посмертно реабілітований у партійному відношенні.